# 岡益の石堂

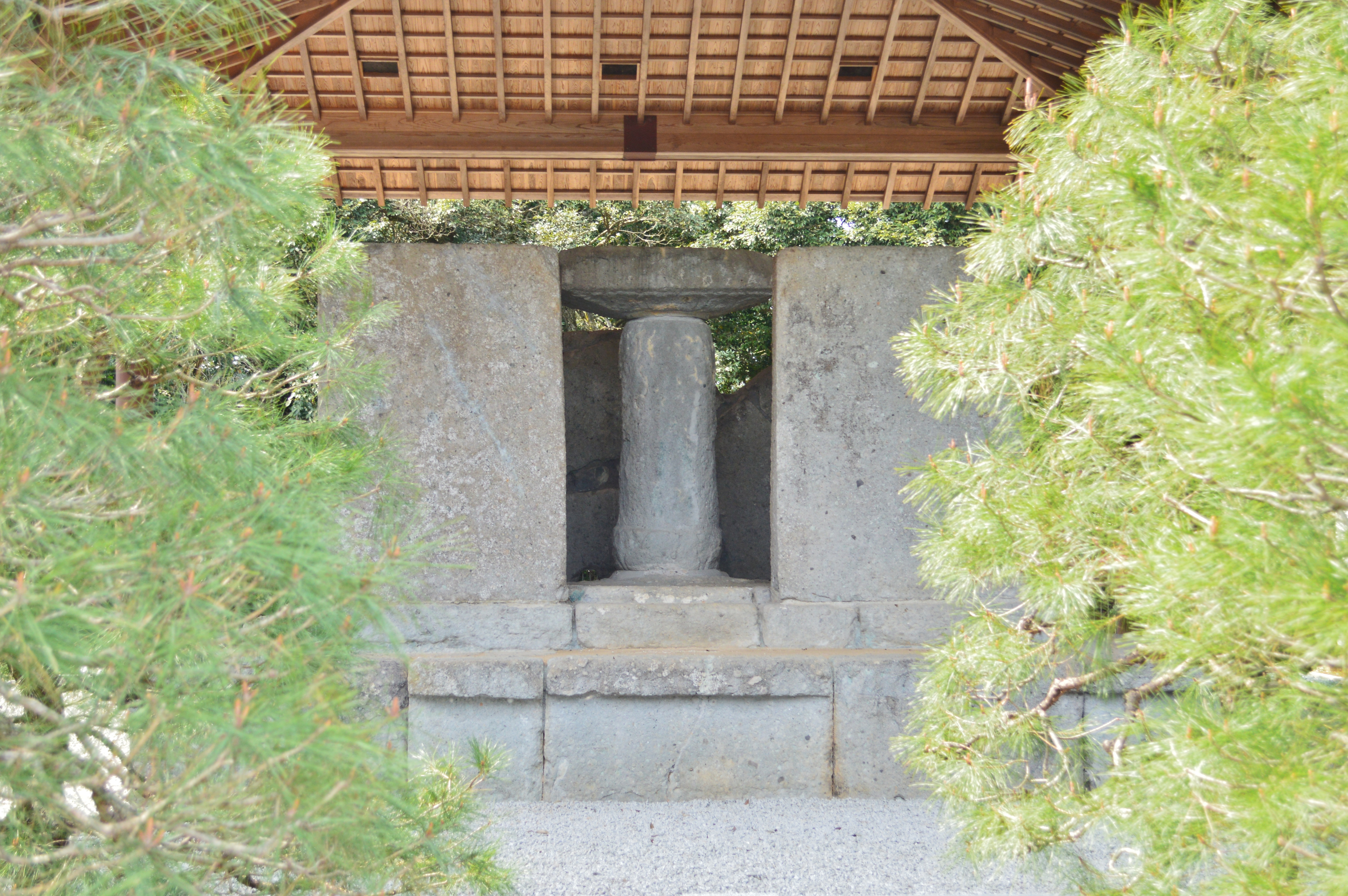
岡益の石堂 正面

岡益の石堂（おかますのいしんどう/おかますのいしどう）は、鳥取県鳥取市国府町岡益にある石塔。建築者・建築年代・建築目的とも不明のため、地元では「謎の石堂（いしんどう）」とも呼ばれる。
宮内庁により「宇倍野陵墓参考地」（被葬候補者：第81代安徳天皇）として陵墓参考地に治定されている。

## 構造

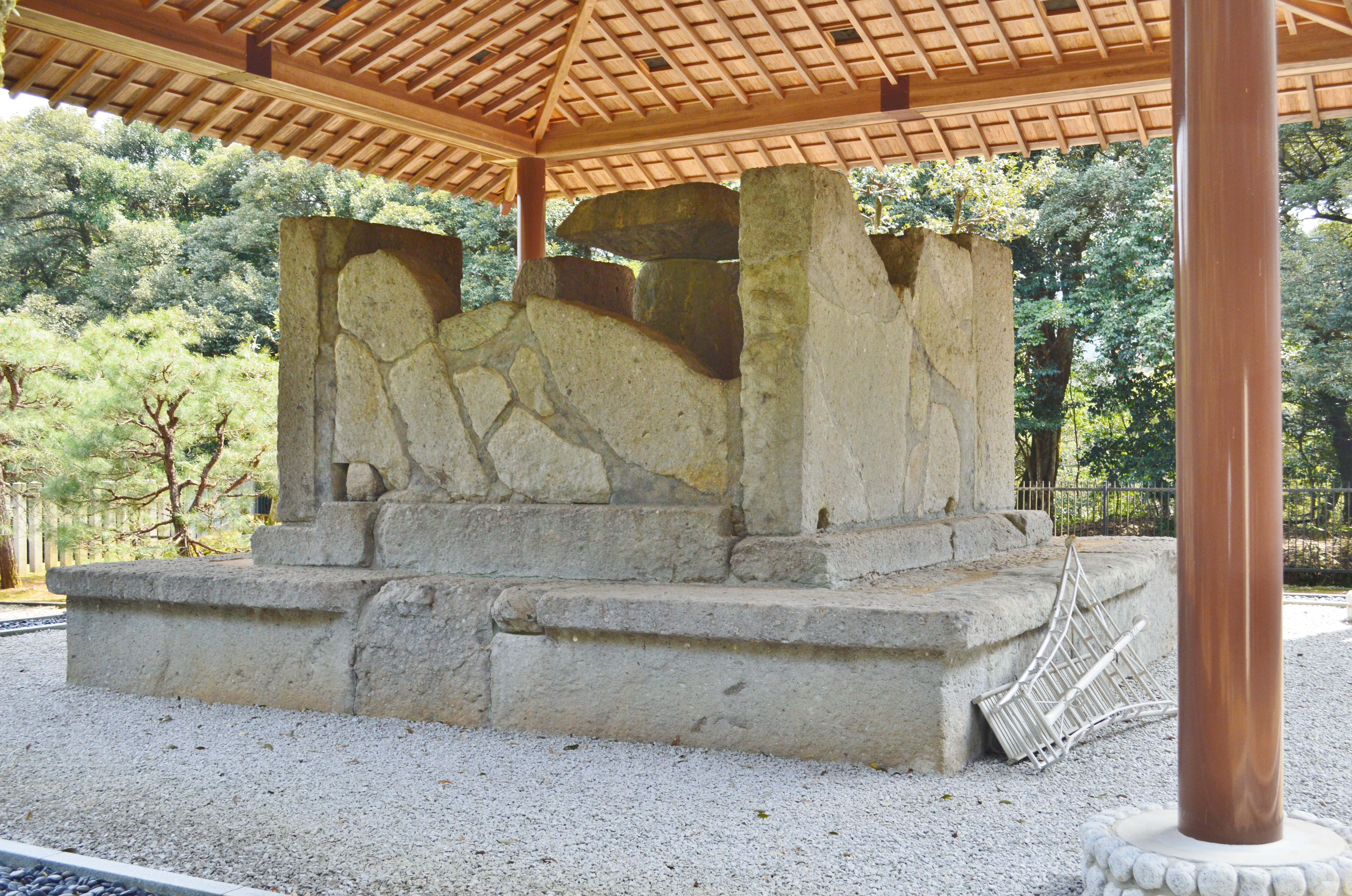
背面

岡益の石堂は岡益集落にある長通寺という寺の背後の小高い丘にある。古墳の切石のような巨石を用いた巨大な石塔で、山陰地方最古の建造物と考えられている。
石堂は一辺6.6メートル、高さ1mの基壇の上に、厚さ40センチメートルの一枚岩でできた壁石6枚で側面を囲んでいる。さらに中央に高さ2m近くの心柱を立て、その上に四角形の中台石を載せ、さらに塔の笠石を重ねている。基壇や壁石は凝灰岩の精巧な切石である。
心柱はふくらみをもったエンタシスであり、中台石の裏側には忍冬渦巻蓮弁放射文様が刻まれている。このような石造物は日本には例がないが、日本最古の木造建築物である法隆寺の柱が、このエンタシスによって作られていることが知られている。さらに法隆寺の壁画にも、忍冬渦巻蓮弁放射文様が描かれている。外国では、北朝鮮の双楹塚（そうえいづか）古墳が、石堂とまったく同じ形態で作られており、中国大同の石穹（せききゅう）内にも同形の文様が刻まれている。さらに古代ギリシアの神殿がエンタシスの柱で建築され、忍冬渦巻蓮華放射文様が描かれている。新羅・百済の古石塔の影響やギリシアの文化の影響まで偲ばせる謎の石塔である。
江戸時代に著された『因幡志』（安部恭庵著）に石堂の図が掲載されているが、心柱を覆うように石の厨子が描かれており、かつては石龕（せきがん）が存在していたと見ることもできる。

## 岡益廃寺

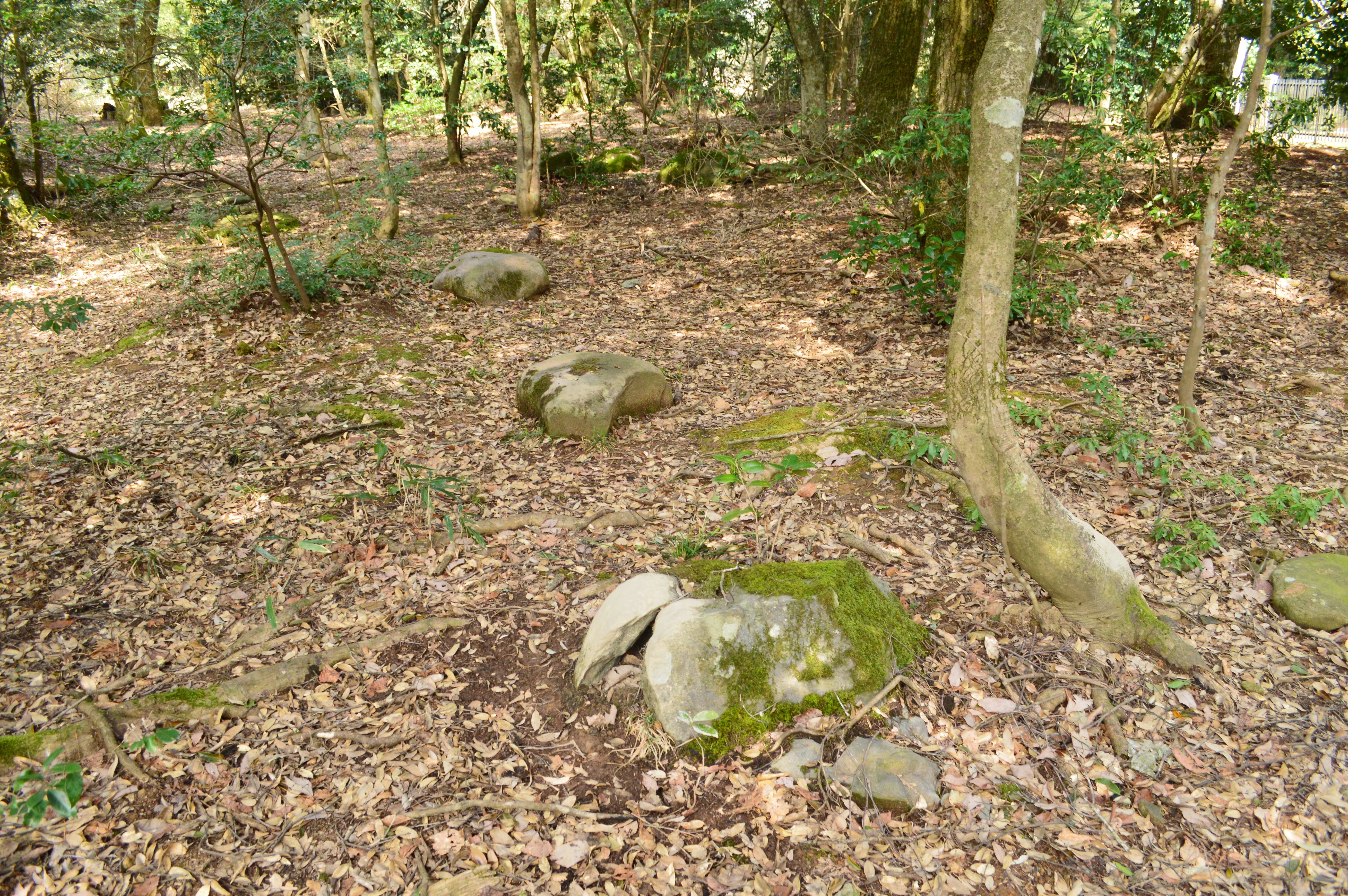
岡益廃寺 礎石列

石堂の周辺は白鳳期の岡益廃寺の跡といわれ、明治の頃までは古代寺院の礎石や瓦が散乱していたという。石堂と廃寺は同一地域にあるため、「何らかの関連があることは間違いなく、石堂と廃寺が同一の時代に存在したとすれば、一体となって信仰の場を作りだしていた」とする見方もある。
岡益廃寺および石堂の崇拝の主体は武内宿禰とも、この地の豪族・伊福部氏の祖先とも言われるが詳細は不明。岡益廃寺は9世紀には廃絶したと考えられている。
その後、室町時代になって薬師如来を安置した寺として再興されたとする説がある。
安徳天皇陵墓参考地に指定されてからは、陵墓としての威厳を表すために基壇の周囲が掘り下げられ、古代の面影は失われてしまった。礎石の一部は周辺の雑木林の中に残り、出土した瓦は長通寺に保存されている。

## 石堂にまつわる平家伝説

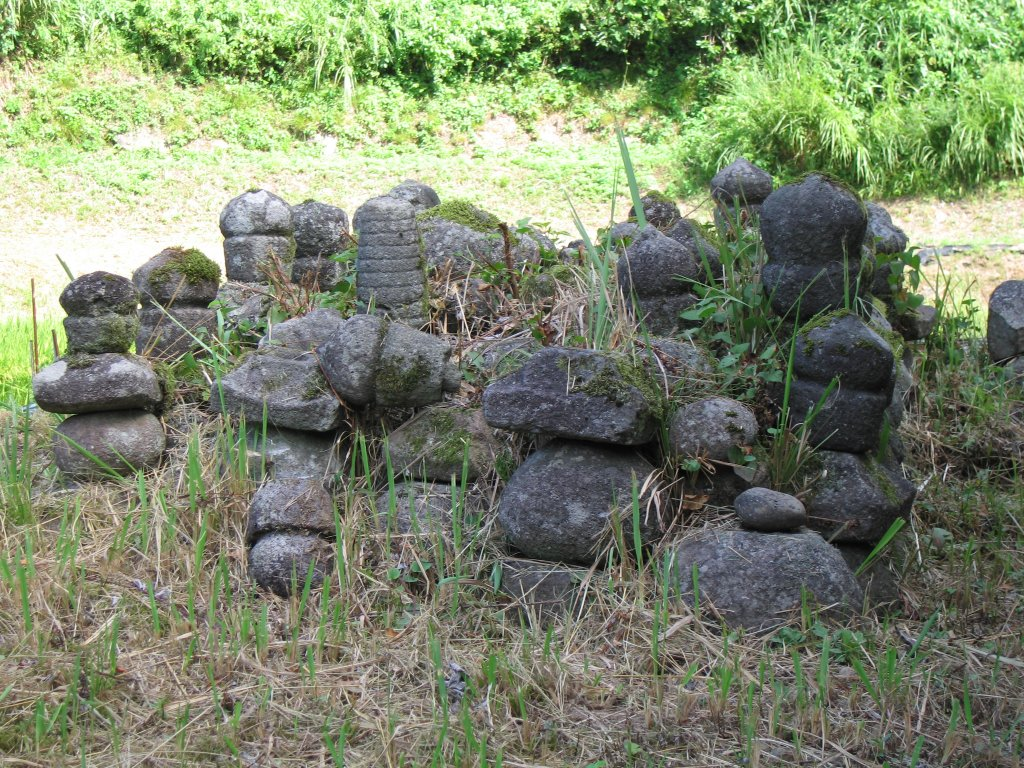
平家一門の墓と伝えられる五輪塔
（鳥取市国府町荒船）

1185年（文治元年）の壇ノ浦の戦いで海中に没したとされる安徳天皇は、実は二位の尼や越中次郎兵衛盛次らに守られて戦場を離脱していた。平家一門は海路因幡国賀露の浜にたどり着き、法美郡岡益にある長通寺の住職の庇護を受けた。しかし梶原景時を頭とする源氏の追及は厳しく、一行はさらに山深い八上郡明辺（あけのべ）の地に遷って行宮を築き、息を潜めるように暮らしていた。
戦から2年後の1187年（文治3年）の春、山伝いの法美郡荒船に遊びに来ていた安徳天皇は急に病を発して崩御した。盛次らは一行を匿ってくれた長通寺の住職に幼帝の供養を頼み、一門の再起を期していずこへか落ちのびていった。この時建立された安徳天皇の墓所が岡益の石堂と伝えられている。
また天皇が崩御した荒船の地には、天皇を祀る崩御神社と殉死した平家一門の墓があり、安徳天皇崩御の地と伝えられている崩御ヶ平という小字もある。二位の尼の墓所と伝えられているのは同郡新井（にい）の「新井の石舟」と伝えられている古墳である。
この伝説に着目した長通寺10世住持・牛尾得明師は岡益の石堂を安徳天皇の陵墓と断定し、宮内省に十数年かけて陳情した。石堂は1895年（明治28年）に陵墓参考地となった。

## 石堂の現状
岡益の石堂は度重なる地震によって崩壊がひどく、エンタシスの心柱も風化が進んでいた。1997年（平成9年）に、風化が特にひどい部分に薬剤を注入するなどの処理を施して保存処理が開始された。その後、仮設の屋根を設置していたが、恒久的に保存を図るために2006年（平成18年）に覆屋が設置された。同時に、石の表面を覆っていたコケを取り、石の耐性を強化する薬剤を注入し、撥水処理加工を施す大規模な保存処理が行われた。

## 周辺
- 因幡万葉歴史館
- 因幡国庁跡
- 万葉の館
- 雨滝 - 日本の滝百選
- 宇倍神社
- 鳥取藩主池田家墓所
- 伊福吉部徳足比売の墓跡
- 梶山古墳
- 因幡三山